# Auguste Edouart
Auguste Edourart (ur. 1789 w Dunkierce, zm. 1861) – francuski portrecista tworzący w Wielkiej Brytanii. Jeden z najbardziej znanych XIX–wiecznych portrecistów według londyńskiego National Portrait Gallery.

## Życiorys
W 1814 roku zamieszkał w Londynie, a w 1825 roku przeprowadził się do Edynburga. Pracował w Wielkiej Brytanii jako portrecista, łącznie wykonał ok. 5 tysięcy sylwetek.

## Wybrana twórczość[1]
- John Liston (1826)
- John Liston and an unknown man (1826)
- Mr Stawell; Colonel Jones and an unknown man (1826)
- Ashurst Turner Gilbert (1827)
- Hannah More (1827)
- Charles Simeon (1828)[a]
- John Keate (1828)
- Adam Sedgwick (1828)
- Alexander Hope (1829)
- Louisa (née Beresford, later Hope), Viscountess Beresford when Mrs Hope (1829)
- Henry Philip Hope (1829)[b]
- Jane Anderson; Esther Ainslie; Helena Anderson; Mrs Arkley; Charles Atherton (ok. 1830)
- Peter Nimmo; James Beattson
- Sir Walter Scott, 1st Bt (1830–1831)[c]
- John Henry Alexander; Mr Weekes; John Francis Theodon; John Lloyd (1832)
- Mrs Robert Beveridge; Anne Beveridge; Andrew Beveridge; Hugh Beveridge; Robert Beveridge (1832)
- Sarah Siddons (née Kemble); (William Grattan) Tyrone Power as Dr O'Toole in 'The Irish Tutor'; (William Grattan) Tyrone Power (1832)
- Jane Murray (1837)